# Lorraine Williams
Lorraine Dille Williams est une femme d'affaires américaine. Elle a été embauchée comme directrice de l'éditeur de jeux TSR par Gary Gygax, un des cofondateurs de la société, en 1984. Elle a ensuite dirigé la société de 1986 à 1997. Williams a pris le contrôle de TSR en 1985 quand les frères Blume lui ont vendu leurs actions de la société. En 1996, la société a été prise de court par le cout élevé des retours de romans invendus ; ajouté à une tentative couteuse et infructueuse de s'introduire dans le marché des jeux de cartes à collectionner, la société a subi une crise de trésorerie et Williams a vendu TSR à Wizards of the Coast en 1997.
Williams a hérité des droits sur Buck Rogers et de nombreux objets de collection autour du personnage. Elle a vendu ces souvenirs aux enchères en 2010.

## Jeunesse
Lorraine Williams est la petite-fille de John F. Dille qui, alors qu'il était président du réseau de syndication de presse National Newspaper Service dans les années 1920, a obtenu que la bande dessinée Buck Rogers fasse partie de la syndication et puisse être publiée dans les publications de presse membres de cette syndication. Après la mort de Dille en 1957, la propriété de Buck Rogers et d'autres œuvres passe à la fiducie de la famille Dille, faisant de Williams une des bénéficiaires de la franchise Buck Rogers. La famille Dille conserve la licence Buck Rogers ainsi que sa collection de souvenirs de Buck Rogers que John F. Dille avait accumulée pendant trente ans.
Williams étudie à l'Université de Californie à Berkeley où elle obtient un B.A. en histoire. Après avoir obtenu son diplôme, elle travaille au National Newspaper Syndicate. Elle devient ensuite administratrice adjointe du centre médical Rush-Presbyterian-St. Luke à Chicago. Plus tard, elle travaille pour la National Easter Seal Society comme administratrice.

## TSR

### Amenée dans TSR par Gary Gygax
Gary Gygax, co-inventeur du jeu de rôle Donjons & Dragons et partenaire de la société TSR, avait été envoyé à Hollywood en 1982 pour essayer de commercialiser la licence sur la marque Donjons & Dragons, laissant la gestion de TSR au quotidien à ses collègues membres du conseil d'administration, les frères Kevin et Brian Blume. C'est à Hollywood qu'il participe à la réalisation du dessin animé Le Sourire du dragon et explore la possibilité d'une adaptation cinématographique du jeu. Ce faisant, Gygax rencontre Flint Dille, le frère de Lorraine Williams. Dille et Gygax collaborent sur la série de livres-jeux Sagard the Barbarian et sur un scénario pour un film Donjons & Dragons qui ne sera jamais réalisé. En 1984, Gygax apprend que TSR a une dette d'1,5 million de dollars et que les Blume cherchent une acheteuse. Afin de faire entrer de nouveaux investissements dans l'entreprise, Gygax demande à Flint Dille d'organiser une rencontre avec sa sœur, Lorraine Williams, :18.
Bien que Williams refuse l'invitation de Gygax à investir dans TSR, Gygax l'embauche pour diriger TSR, sur la base de son expérience en gestion,,. Williams réussit à traiter avec les créanciers de TSR et à réinjecter de l'argent dans l'entreprise:18. Gygax obtient ensuite le retrait de Kevin Blume de son poste de directeur général pour cause de mauvaise gestion financière. Cependant, Brian Blume, le frère de Kevin, disposait d'une option d'achat d'actions qu'il a utilisée. Les deux frères ont ensuite vendu leurs actions à Williams,, faisant d'elle l'actionnaire majoritaire. Gygax a envisagé d'essayer de licencier Williams pour la remplacer par Gail Carpenter, sa future épouse, mais il a été convaincu de ne pas le faire. Gygax a essayé de faire valoir devant un tribunal que la vente d'action était illégale : selon lui, il avait un accord verbal avec les frères Blume pour acheter leurs actions. Lorsque le juge s'est prononcé contre lui, Gygax a vendu les actions qu'il lui restait et a quitté TSR,:18,.

### Aux commandes de TSR
Williams est une planificatrice financière et voit que TSR pourrait devenir très rentable. Mais elle est aussi parfois présentée comme quelqu'un qui méprise les jeux et se voit comme supérieure aux rôlistes,,. L'ancien employé de TSR Mike Breault a nié la rumeur selon laquelle Williams aurait interdit de jouer à des jeux sur son temps de travail pendant son mandat à TSR, mais il a ajouté que la grande majorité des produits n'avaient pas été testés.
Après son départ de TSR, Gygax fonde New Infinities Productions, Inc. et développe un nouveau jeu de rôle médiéval-fantastique couvrant plusieurs genres, appelé Dangerous Journeys. Quand Game Designers' Workshop publie ce jeu,, Williams intente immédiatement une action en justice sur l'accusation que ce jeu viole la propriété intellectuelle de TSR. Le procès est finalement tranché à l'amiable : TSR achète l'intégralité des droits du système Dangerous Journeys à New Infinities, puis abandonne définitivement le projet,. Sans produit à vendre, la nouvelle société de Gygax fait banqueroute.
Sous la direction de Williams, TSR maintient initialement sa position dominante dans les jeux de rôle et consolide son expansion dans d'autres domaines, tels que les magazines, les romans et les bandes dessinées. Par l'intermédiaire de sa famille, Williams détient personnellement les droits de la licence Buck Rogers et encourage TSR à produire des jeux et des romans dérivés. En 1988, elle édite Buck Rogers : The First 60 Years in the 25th Century. TSR publie également un jeu de plateau Buck Rogers, le jeu de rôle Buck Rogers XXVC basé sur les règles de la 2ème édition d'AD&D, plus d'une douzaine de suppléments pour le jeu de rôle, des bandes dessinées (1990-1991), une série de 11 romans et romans graphiques (1989-1993) et deux jeux vidéo produits par SSI (1990-1992):27. Comme la famille Williams possède Buck Rogers, TSR leur verse des royalties sur le personnage:27.

### La chute du TSR
Dans les années 1980, TSR était la première société de jeux d'Amérique du Nord. Cependant, au début des années 1990, TSR se fait dépasser par Games Workshop et Wizards of the Coast en termes de volume de ventes. Voyant les bénéfices générés par Wizards of the Coast avec leur jeu de cartes à collectionner Magic: L'Assemblée, TSR essaie en 1996 de pénétrer dans ce marché d'une façon originale avec Dragon Dice, un jeu qui emploie des paquets de dés à collectionner à la place des cartes. De plus, après avoir pris l'habitude de ne publier qu'un ou deux romans en grand format et à couverture rigide par an, TSR décide aussi d'en publier douze en 1996.
Dragon Dice fait initialement de bonnes ventes dans les magasins spécialisés en jeux et TSR produit rapidement plusieurs paquets d'extension. De plus, TSR essaie de commercialiser le jeu de façon agressive dans des librairies grand public via le distributeur Random House. Mais Dragon Dice n'arrive pas à se vendre en librairie et les ventes des extensions dans les magasins de jeux traditionnels s'essoufflent. De plus, les douze romans grand format ne se vendent pas aussi bien que prévu. Malgré un chiffre d'affaires total de 40 millions de dollars, TSR finit l'année 1996 avec peu de réserves de trésorerie. Random House renvoie à TSR les invendus contre remboursement ; comme ces invendus représentent un pourcentage étonnamment élevé de son inventaire annuel, le montant du remboursement est de plusieurs millions de dollars et TSR se retrouve en crise de liquidités.
Sans liquidités disponibles, TSR se retrouve incapable de payer ses factures d'impression et d'expédition et la société de logistique qui gère le prépresse, l'impression, l'entreposage et l'expédition de TSR refuse de continuer à travailler avec eux. Comme cette entreprise de logistique détient les plaques de production pour les produits clés tels que les livres de base de D&D, il n'y a plus aucun moyen d'imprimer ou d'expédier des produits de base et donc de générer des revenus ou d'obtenir des liquidités à court terme.
Bob Abramowitz de Five Rings Publishing Group (l'éditeur du jeu de cartes à collectionner Legend of the Five Rings et du jeu de rôle qui en est issu, Le Livre des cinq anneaux) rencontre Williams et négocie une option d'achat de TSR avec le financement de Wizards of the Coast:30. Sans plan financier viable pour la survie de TSR, Williams vend l'entreprise à Wizards of the Coast en 1997,.

## Vente aux enchères de la collection Buck Rogers
En aout 2010, Williams annonce qu'elle vend ce qu'elle décrit comme la plus grande collection au monde de souvenirs liés à Buck Rogers : des originaux de bandes dessinées, des prototypes, des jouets, des livres et des objets de collection. Elle avait aidé son père à cataloguer et emballer ces objets plusieurs années auparavant. Elle a annoncé que son instinct initial avait été de tout conserver, mais qu'elle avait fini par voir qu'il était plus important que cette collection soit accessible au public. Les éléments de cette collection ont été vendus aux enchères le 28 aout 2010.

## Procès Buck Rogers
En 2017, Williams avance 250 000 $ pour financer un procès qui oppose la fiducie de la familles Dille et celle de la famille Nowlan (cette dernière représentait les héritiers de Philip Francis Nowlan, le créateur de Buck Rogers) pour savoir qui détient les droits sur le personnage. En février 2019, les deux fiducies concluent un accord : la fiducie de la famille Dille vend ses actifs et cède tous ses droits de propriété intellectuelle à celle de la famille Nowlan. Le tribunal de district pour le district est de Pennsylvanie rejette les poursuites de l'action civile NO 15-6231 avec préjudice le 4 mars 2019.